# Сокольники (станція метро, Велика кільцева лінія)
55°47′28″ пн. ш. 37°40′44″ сх. д. / 55.79111° пн. ш. 37.67889° сх. д.
«Сокольники» (рос. Сокольники) — проміжна станція Великої кільцевої лінії Московського метрополітену. 
Розташована в районі Сокольники (Сх. АО). 
Відкрито 1 березня 2023 року у складі дистанції  «Електрозаводська» — «Савеловська» під час церемонії повного замикання Великої кільцевої лінії 

## Технічна характеристика
Конструкція станції — колонна трипрогінна мілкого закладення (глибина закладення — 34 м) із двома прямими береговими платформами.

## Колійний розвиток
Станція без колійного розвитку.

## Пересадки
- А: 40, 75, 78, 140, 265, с604, с633, 716, 975, т14, т32, т41, н15;
- Тм: 4, 7, 13, 43
- Сокольники
- Москва II-Митьково

## Оздоблення
Декоративно-художнє оформлення станції присвячено будівництву перших станцій Московської підземки, а будівництво першої черги метро – віха у розвитку громадського транспорту Москви. 
На колійних стінах, балконах та стелях - алюмінієві панелі із зображенням історичних фотографій та плакатів 1940-50-х років. 
Одну з колійних стін та частину стелі станційного комплексу перетворено на велике декоративне панно у стилістиці робіт видатних художників та архітекторів-авангардистів, включаючи родоначальників російського конструктивізму та супрематизму: Казимира Малевича, Володимира Татліна та Ель Лісицького.

## Послуги
| Попередня станція | Лінія | Лінія                 | Лінія | Наступна станція |
| ----------------- | ----- | --------------------- | ----- | ---------------- |
| Електрозаводська  |       | Велика кільцева лінія |       | Ризька           |